# 應大桂
應大桂（1509年—1556年），字邦材，號静川，浙江台州府仙居县人，民籍。明朝政治人物。

## 生平
嘉靖四年（1525年）乙酉科浙江鄉試舉人，嘉靖五年（1526年）丙戌科三甲一百七十三名進士，授行人。升为刑部主事，再升为工部员外郎，歷除黄州、汉阳知府，多惠政，改登州府，清誉益著。升湖广副使，致仕。

## 家族
兄應大猷，正德甲戌進士，刑部尚書。
子应存鲁，字得之，萬曆己卯科举人，除石埭知縣，升鹤庆府通判。年六十，致仕归。